# Deng Yingchao
Deng Yingchao (en chino simplificado, 邓颖超; en chino tradicional, 邓颖超; pinyin, Deng Yǐngchāo; Deng Wenshu, 4 de febrero de 1904 - Pekín, 11 de julio de 1992) fue una escritora, líder del movimiento de mujeres y política china.
Presidenta de la Conferencia Consultiva Política del Pueblo Chino de 1983 a 1988 y miembro del Partido Comunista de China. Deng participó en la Gran Marcha. Estuvo casada desde 1925 con el primer ministro chino, Zhou Enlai.

## Biografía
Con antepasados en el Condado de Guangshan (光山 县), Henan, nació en Deng Wenshu (邓文淑) en Nanning, Guangxi. Creciendo en una familia pobre, su padre murió cuando ella era muy joven y su madre soltera enseñó y practicó la medicina. Deng participó como jefe de equipo en el Movimiento del Cuatro de Mayo, donde conoció a Zhou Enlai. Se casaron el 8 de agosto de 1925 en Tianjin.
Deng y Zhou no tuvieron hijos propios. Sin embargo, adoptaron un huérfano de "mártires revolucionarios", incluyendo a Li Peng, más tarde, un Ministro de la República Popular de China. Promovió la abolición de vendaje de los pies impuestas a las mujeres. Lideró la defensa de los derechos de las mujeres.
Murió en Pekín en 1992 de la tuberculosis pulmonar que sufrió durante la Gran Marcha, a la edad de 88 años.
Hay un salón conmemorativo dedicado a ella y a su marido en Tianjin (天津 周恩来 邓颖超 纪念馆).
Deng es la única mujer del grupo conocido como los Ocho Inmortales del Partido Comunista de China.

## Política
Deng fue una activista feminista comprometida con la defensa de los derechos de las mujeres. Implicada en reivindicar derechos cívicos desde sus escritos y manifiestos juveniles, como editora formada en Tianjin y Pekín.
En 1919 participó en el Movimiento del 4 de mayo y organizó la sociedad de mujeres de Tianjin.
En 1980 lideró la representación política de China en su visita a Estrasburgo al consejo europeo.